# المغرب في الألعاب الأولمبية الصيفية للشباب 2010
المغرب من بين الدول المشاركة في الألعاب الأولمبية الصيفية للشباب 2010 بسنغافورة
قامت بحمل علم المغرب في حفل الافتتاح السباحة زينب الهزاز ضمن استعراض أعلام الدول المشاركة وفق الترتيب الأبجدي الإنجليزي.
الرياضيون المغاربة الذين حجزوا بطاقات تأهلهم للألعاب الأولمبية للشباب

## ألعاب القوى
ذكور
- عبد الهادي لعبالي 1000 متر
- يونس قابيل رمي القرص
- هشام السكيني 3000 متر

إناث
- منال البحراوي 1000 متر
- وفاء التيجاني 2000 متر موانع

## السباحة
- بلال أشلحي
- زينب الهزاز

## كانو-كاياك
- كوثر ريمي

## وصلات خارجية
- لائحة المشاركين المغاربة